# Giro dell'Emilia 1917
Il Giro dell'Emilia 1917, settima edizione della corsa, si svolse il 20 settembre 1917 su un percorso di 260 km. La vittoria fu appannaggio dell'italiano Angelo Gremo, che completò il percorso in 9h31'00", precedendo i connazionali Luigi Lucotti e Costante Girardengo.
I corridori che partirono da Bologna furono 20 mentre coloro che tagliarono il medesimo traguardo furono 7.

## Ordine d'arrivo (Top 7)
| Pos. | Corridore           | Squadra | Tempo    |
| ---- | ------------------- | ------- | -------- |
| 1    | Angelo Gremo        | Bianchi | 9h31'00" |
| 2    | Luigi Lucotti       | Bianchi | a 4'00"  |
| 3    | Costante Girardengo | Bianchi | a 5'00"  |
| 4    | Alfredo Sivocci     | Dei     | a 7'00"  |
| 5    | Romeo Poid          | -       | a 30'00" |
| 6    | Oscar Egg           | Bianchi | a 35'00" |
| 7    | Luigi Cuppi         | -       | s.t.     |